# Staegeriella necopinata
Staegeriella necopinata är en insektsart som först beskrevs av Carl Julius Bernhard Börner 1939.  Staegeriella necopinata ingår i släktet Staegeriella och familjen långrörsbladlöss. Enligt den finländska rödlistan är arten nära hotad i Finland. Arten är reproducerande i Sverige. Artens livsmiljö är torra gräsmarker. Inga underarter finns listade i Catalogue of Life.